# Dalhain

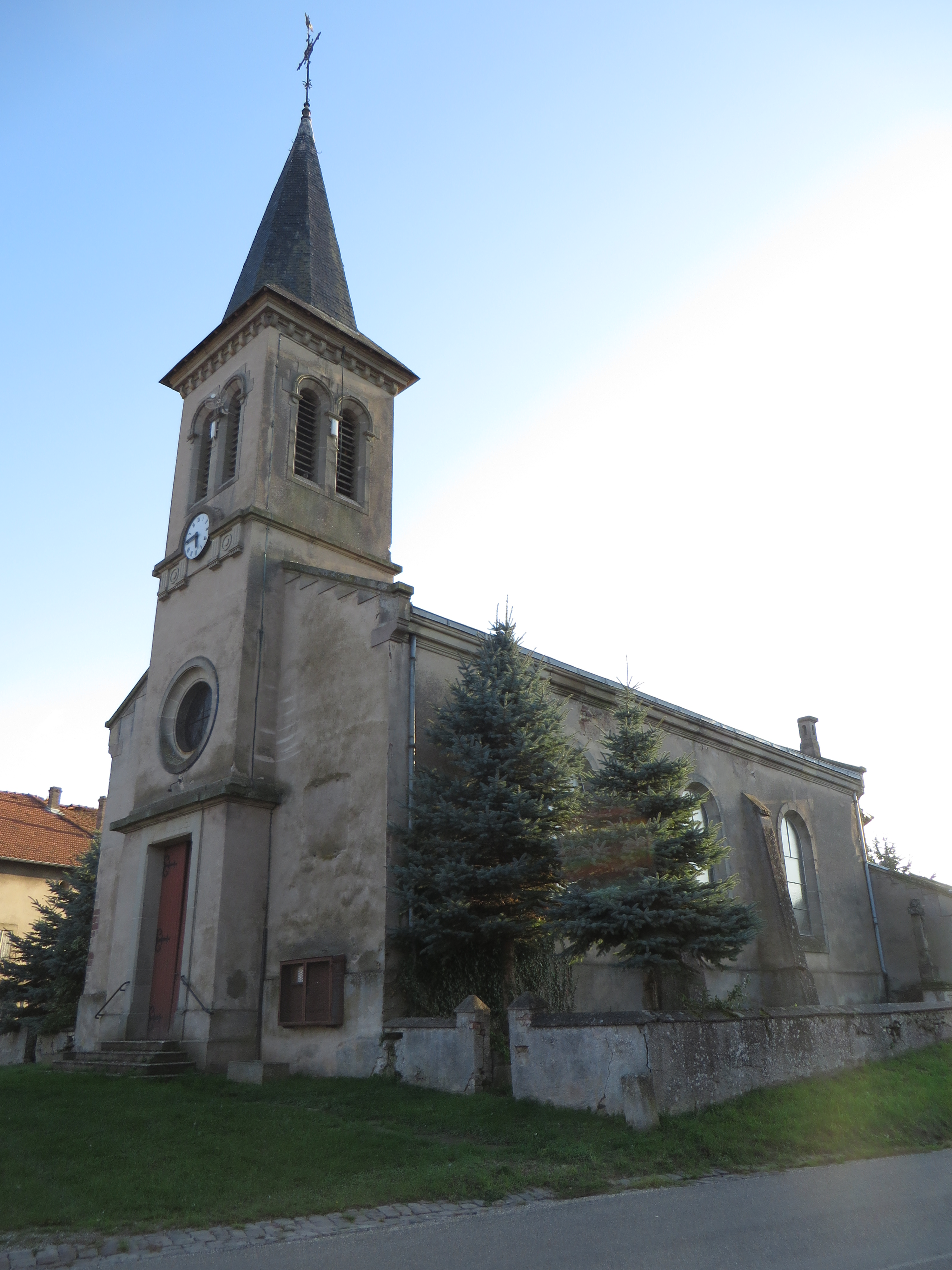
Kreuzerhöhungskirche

Dalhain (deutsch Dalheim in Lothringen) ist eine französische Gemeinde mit 98 Einwohnern (Stand 1. Januar 2022) im Département Moselle in der Region Grand Est (bis 2015 Lothringen). Sie gehört zum Arrondissement Sarrebourg-Château-Salins, zum Kanton Le Saulnois und zum Kommunalverband Saulnois.

## Geographie
Die Ortschaft liegt in Lothringen im Saulnois (Salzgau), zehn Kilometer nördlich von Château-Salins, 37 Kilometer südöstlich von Metz, 35 Kilometer nordöstlich von Nancy und 26 Kilometer südwestlich von Saint-Avold (Sankt Avold) auf einer Höhe zwischen 218 und 298 Metern über dem Meeresspiegel zwischen den Nachbargemeinden Vannecourt im Südwesten und Bellange (Böllingen) im Nordosten. Das Gemeindegebiet umfasst 4,83 km².

## Geschichte
Ältere Ortsbezeichnungen sind Dalheim (1121), Dalehen (1272), d'Alhein (1291), Dalem (1457) und Delhain (1790).
Der Ortsname „Dalheim“ ist ein Kompositum aus dem germanischen Wort „Tal“ und der Ortsnamensendung „-heim“ und bedeutet demnach „Taldorf“.
Der Ort gehörte seit 1335 zum Bistum Metz, einem Fürstbistum des Heiligen Römischen Reichs, und kam 1552 im Vertrag von Chambord an das Herzogtum Lothringen. Das Reichsgebiet wurde 1738 im Frieden von Wien, der den Polnischen Thronfolgekrieg (1733–1738) beendete, dem polnischen König Stanislaus I. Leszczyński (1677–1766) zugesprochen und fiel nach dessen Tod im Jahr 1766 an Frankreich. Ab 1579 gehörte Dalhain zur Vogtei von Viviers. Danach gehörte es bis 1751 zur Kastellanei von Haboudange, die wiederum zur Bailliage von Vic-sur-Seille gehörte und dem Bistum Metz unterstand. Nach 1751 gehörte Dalhain zur neugebildeten Bailliage von Dieuze.
1793 erhielt Dalhain im Zuge der Französischen Revolution (1789–1799) den Status einer Gemeinde und 1801 das Recht auf kommunale Selbstverwaltung. Von 1793 bis 1801 war Dalhain außerdem Hauptort eines Kantons. Die Gemeinde gehörte von 1801 bis 1871 zum früheren Département Meurthe.
Durch den Frankfurter Frieden vom 10. Mai 1871 kam die Region an das deutsche Reichsland Elsaß-Lothringen, und das Dorf wurde dem Kreis Château-Salins im Bezirk Lothringen zugeordnet. Die Dorfbewohner betrieben Getreide-, Hopfen-, Wein-, Gemüse- und Obstbau.

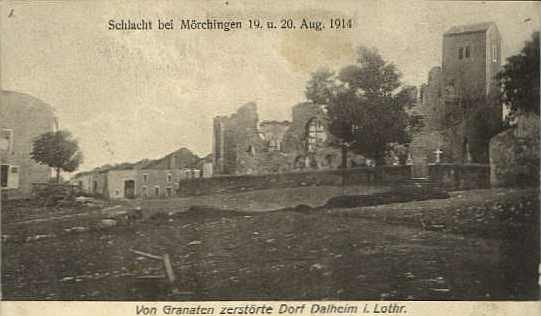
Ansichtskarte des zerstörten Dalheim in Lothringen aus dem Ersten Weltkrieg

Im Ersten Weltkrieg erlitt der Ort im August 1914 Kriegsschäden. Am 19. August 1914 führte eine französische Patrouille einen Angriff durch und brachte einer deutschen Truppe Verluste bei. Am nächsten Tag erschoss das 22. Bayerische Infanterie-Regiment in einer Vergeltungsaktion französische Krankenschwestern und Sanitäter des 20. Infanteriekorps (23e section, 20e corps d’armée) und des französischen Roten Kreuzes (Croix-Rouge française), das in der Schule – auf deutschem Staatsgebiet – vorsorglich Betten für Verwundete des zu erwartenden französischen Überfalls bei Mörchingen (19./20. August 1914) aufgestellt hatte. Außer dem medizinischen Personal wurden einige Dorfbewohner und der Pfarrer des Ortes füsiliert, und vier Bauernhöfe wurden in Brand gesetzt. Frauen und Kinder wurden am 21. August 1914 evakuiert, während die männlichen Bewohner der Ortschaft (etwa 65) zu Fuß zuerst nach Mörchingen und am nächsten Tag nach Falkenberg gehen mussten. Danach wurden die Männer in Güterwaggons nach Zweibrücken verbracht. Sie standen im Verdacht, auf deutsche Truppen geschossen zu haben. Nur wenige durften nach Dalheim zurückkehren, die meisten wurden im Dezember 1915 nach Bad Kreuznach oder Stettin gebracht und wurden dort in das deutsche Militär eingezogen. Der Granatenbeschuss der Ortschaft begann am 20. August 1914 und traf zuerst die Schule. Die Kirche geriet in Brand.
Nach Kriegsende musste die Region aufgrund der Bestimmungen des Versailler Vertrags 1919 an Frankreich abgetreten werden und wurde Teil des Département Moselle. Im Zweiten Weltkrieg war die Region von der deutschen Wehrmacht besetzt.

### Bevölkerungsentwicklung
| Jahr                       | 1962 | 1968 | 1975 | 1982 | 1990 | 1999 | 2011 | 2019 |
| Einwohner                  | 149  | 139  | 111  | 114  | 108  | 109  | 120  | 107  |
| Quellen: Cassini und INSEE |      |      |      |      |      |      |      |      |

## Wappen
Das Wappen der Gemeinde ist zweigeteilt, um daran zu erinnern, dass das Gemeindegebiet in einen französischen und einen deutschen Teil unterteilt war. Die linke Hälfte ist blau und zeigt eine goldene Lilie, die den Lilien auf dem Wappen der Könige von Frankreich entspricht. Die rechte Hälfte ist rot und zeigt einen silbernen Alérion (gestümmelten Adler), der denen auf dem Wappen von Lothringen entspricht. In der Mitte steht ein goldenes erhöhtes Kreuz als Symbol für die Schutzpatronin Helena.

## Sehenswürdigkeiten
Das Beinhaus in Dalhain wurde im August 1914 fast vollständig zerstört. Es blieben drei romanische Bögen aus dem 15. Jahrhundert, die 1917 als Monument historique klassifiziert wurden.

## Verkehr
Dalhain liegt an der Route nationale N74. Der nächste Flughafen ist der Flughafen Metz-Nancy-Lothringen, der 24,7 Kilometer nordwestlich liegt.